# مايكل إرين بوش
مايكل إرين بوش (بالإنجليزية: Michael E. Busch)‏ هو سياسي أمريكي، ولد في 4 يناير 1947 في بالتيمور في الولايات المتحدة. حزبياً، نشط في الحزب الديمقراطي.